# Lampromyia iberica
Lampromyia iberica är en tvåvingeart som beskrevs av Elisabeth K. Stuckenberg 1998. Lampromyia iberica ingår i släktet Lampromyia och familjen Vermileonidae.
Artens utbredningsområde är Spanien. Inga underarter finns listade i Catalogue of Life.